# Giusto di Condat
Giusto (... – Condat, ...) è stato un monaco dell'abbazia di Condat. Il suo culto come santo è stato confermato da papa Pio X nel 1903.

## Il culto
Le notizie sulla vita del monaco Giusto sono scarse, ma la sua memoria era celebrata il 6 luglio nell'abbazia di Condat sin dai tempi antichi.
Le sue reliquie furono parzialmente traslate a Salaise nel IX secolo.
Papa Pio X, con decreto del 9 dicembre 1903, ne confermò il culto con il titolo di santo.
Il suo elogio si legge nel martirologio romano al 6 luglio.